# 花千骨2015
《花千骨2015》是由北京爱奇艺科技有限公司、慈文传媒集团股份有限公司、上海视骊影视制作有限公司联合出品的穿越、现代玄幻网络剧，马可、刘秋实、蒋方婷、王闯领衔主演，董春辉、王修泽、彭紫烊、贾博雅、阮伟旌、王浩燃主演，该剧于2015年9月15日以全网独播的方式在爱奇艺上线。
延续电视剧《花千骨》的结局，讲述了花千骨在转世后醒来成为都市女孩花洛恬，与沐童、杀阡陌再次谱写爱恨纠葛的故事。

## 剧情概述
在仙魔大战后，世尊摩严以灵换灵为花千骨续命，而白子画则留下千年之后再见的约定。苏醒过来的花千骨无法忍受千年的等待，用“累世符”穿越到现代，希望与白子画相见。千年之后的花千骨化身成一个普通的都市女孩花洛恬，前世的记忆如今荡然无存。于是一场围绕花洛恬与十方神器的旷世纷争开始上演，而千年前未尽的情愫也在现代都市悄然滋生。

## 主演
| 演员   | 角色     | 简介 |
| 蔣方婷 | 花洛恬   | 花千骨轉世，失去了前世记忆，只是花千骨的灵魂在她的身体内。花洛恬体内的灵气较弱，才延迟对花草的伤害，这也使杀阡陌发现自己送给花洛恬的玫瑰花渐渐开始凋谢枯萎的时候，才发现花洛恬是转世的花千骨。                                                                                                   |
| 刘秋实 | 沐童     | 客座教授，是花洛恬大学物理教授，在医院与花洛恬结识，在处处帮助花洛恬，后与花洛恬产生了挥之不去的感情。由白子畫注入靈力的桃木幻化而成，算是白子画的意念分身。 |
| 馬可   | 殺阡陌   | 在得知花千骨穿越到了2015年后，为寻找花千骨便利用不归砚穿越到2015年，成为了整容专家。找到花千骨的转世花洛恬之后与江晓结识，并与江晓产生了一段爱情。 |
| 王闯   | 东方彧卿 | 穿越到2015的东方彧卿，糖宝的制造者，异朽阁阁主。因为花洛恬在其的担保下办了一张信用卡，以致两人迅速拉近距离成为好朋友。为寻找花千骨的转世投胎现代，和異宿閣訂契約，若找到花千骨，要讓異宿閣一統六界。                                                                                             |
| 彭紫烊 | 沈凌冰   | 穿越到2015的霓漫天，在旷野天的帮助下，仅靠怨念形成的她离开迷失之城，返回千年之前的世界，执迷不悟地找宿敌花千骨报仇以及寻找朔风的去向。 |
| 董春辉 | 落十一   | 穿越到2015的落十一。笙箫默察觉杀阡陌前往千年之后的世界，便施展法力助落十一前往千年之后的世界，负责保护花千骨魄灵，同时从杀阡陌手中夺回神器。 |
| 贾博雅 | 糖宝     | 穿越到2015的糖宝，以电能为生，长相可爱的她鬼主意特别多，一直视东方为哥哥，在东方的保护下她过着衣食无忧的生活，完全不知道自己是由虫子幻化而来，僅有三年壽命，每三年重製一次。 |
| 苗馳   | 笙簫默   | 長留三尊之一儒尊，居住銷魂殿，性情隨和，白子畫的師弟，雖不管事，但卻是三尊中最能把事情看得清楚透徹的人，被摩嚴打了一掌就暈了，被關到仙牢去，後被白子畫救出，暫代長留掌門一職。 |
| 阮伟旌 | 单春秋   | 殺阡陌的手下,多次未得到殺阡陌的允許自己去搶十方神器，為達目的不擇手段，多次想殺害花千骨。追随杀阡陌穿越到2015。亦正亦邪，对杀阡陌忠心耿耿，并为其找到了不归硕，阴差阳错地随杀阡陌一起前往千年之后的世界，后来被旷野天控制。                                                                      |
| 王修泽 | 旷野天   | 殺阡陌的手下，但是其實是單春秋的走狗，時常會出餿主意來博得單春秋的讚賞，擁有製造任何機關的特殊能力，被摩严杀死。穿越到2015的旷野天，背叛了杀阡陌，救出了迷失之城中的霓漫天。打算除掉包括杀阡陌在内的所有人，取而代之成为一代魔君。                                                               |
| 艺鹭   | 周护士   | 医院护士，花洛恬闺蜜。 |
| 赵耀兴 | 陆斌     | 医生，疫苗负责人，曠野天之手下。 |
| 林江晨 | 纪毅     | 女娲碎片的一块石头，炎水玉的缺块，喜欢霓漫天。穿越到2015寻找霓漫天。现代化名为纪毅，在宫铃的帮助下，恢复了千年之前的记忆。 |
| 王浩燃 | 江曉     | 与杀阡陌有一段感情纠葛。家庭优越的条件造就了她放荡不羁的性格，是一个任性的大小姐，和杀阡陌处处争锋相对，不打打不相识。之后杀阡陌更是出手相救，让江晓父亲的公司逃过一劫，两人的感情逐渐升温，只是江晓自己都没想到，她喜欢的杀阡陌就是魔君。江晓向杀阡陌表白更是惨遭拒绝，但两个人最终走到了一起。 |
| 孙君   | 院长     | ---- |
| 九仔   | 小婴儿   | ---- |
| 金林东 | 张章     | ---- |
| 文祈   | 叶梓     | ---- |
| 穆怀磊 | 猫妖     | 叶梓飼養寵物。 |
| 院长   | 康莉     | ---- |
| 赵丽颖 | 花千骨   | 女媧後人，出生於花蓮村，身懷異香容易引來妖魔鬼怪，其血液能使花草枯萎並能破除十方神器能力。穿越前的花千骨，特别出演。十年之前，白子画施法救活了花千骨，并许下千年再相见的约定。十年后，花千骨得知白子画已经离开长留，前往千年之后的世界，便穿越到2015年寻找白子画。特别出演。                     |

## 网络剧歌曲
| 曲别   | 歌名     | 演唱者 | 作词   | 作曲 |
| 片尾曲 | 两生缘   | 马可   | 白宇翔 | 小壮 |
| 片尾曲 | 前世有约 | 张明明 | 圣力   | 小壮 |

## 相關
1. ↑  
.   [2015-10-01]. （原始内容存档于2015-10-02）.
2. ↑  
.   [2017-03-23]. （原始内容存档于2017-03-23）.